# Javier Castillo

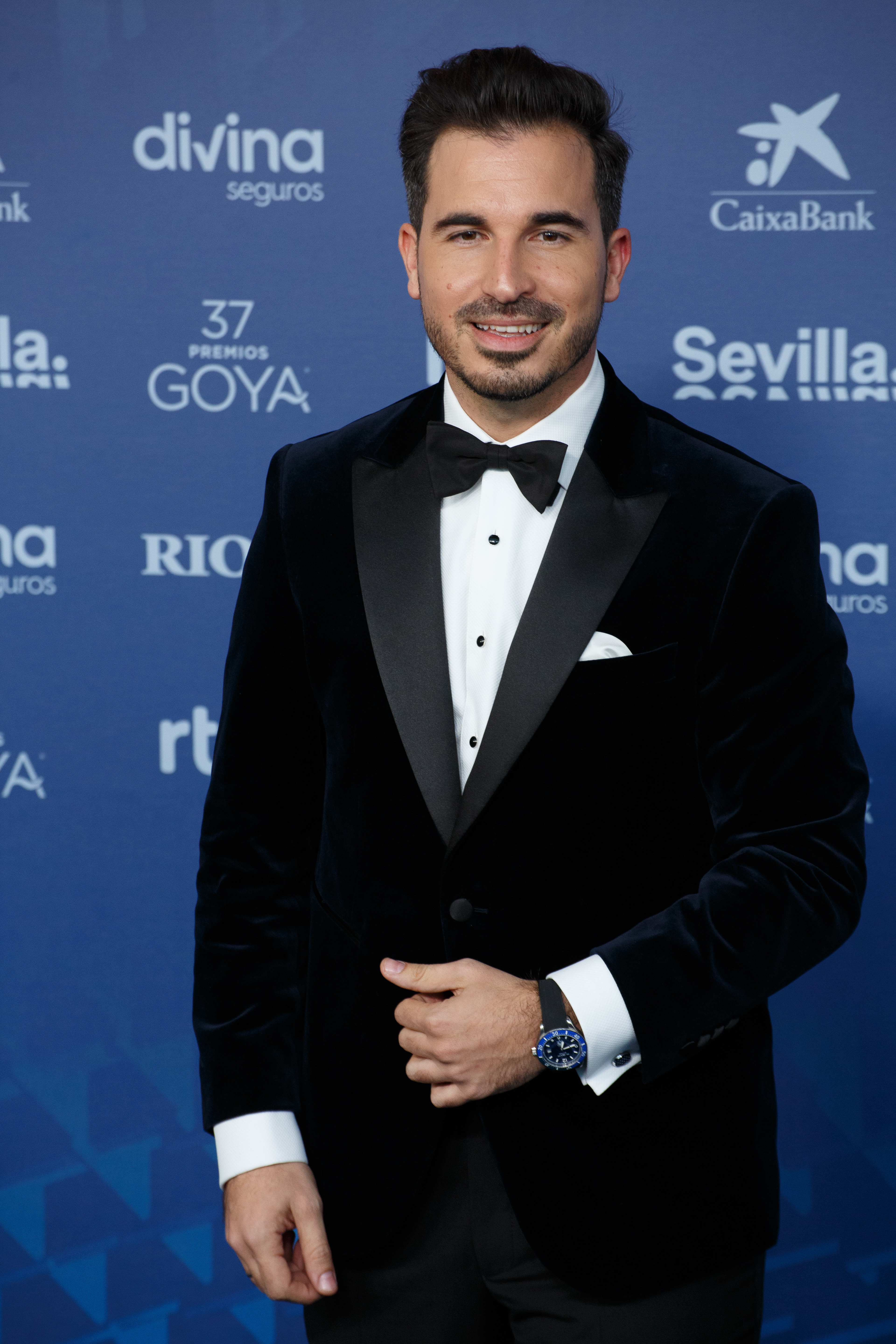
Javier Castillo (2023)

Javier Castillo (* 23. August 1987 in Mijas, Provinz Málaga) ist ein spanischer Schriftsteller.

## Leben
Javier Castillo hat Wirtschaft und Management studiert und war zunächst als Unternehmensberater tätig. Sein Erstlingswerk als Schriftsteller war 2014 der Thriller El día que se perdió la cordura, den er elektronisch auf Kindle Direct Publishing veröffentlichte. 
Aufgrund des Erfolgs nahm der Verlag Suma de Letras, der zur Verlagsgruppe Penguin Random House gehört, Javier Castillo als Autor auf und publizierte den Roman im Jahr 2016 als Buch unter demselben Titel.
Mit dem 2020 veröffentlichten Thriller La chica de nieve wurde Castillo international bekannt – nicht zuletzt aufgrund der Netflix-Verfilmung im Jahr 2023. Seitdem wird die Buch-Trilogie mit Journalistin Miren Triggs in weiteren Staffeln verfilmt.

## Werke

### Reihe El día que ...
- 2014/2016: El día que se perdió la cordura
- 2018: El día que se perdió el amor

### Einzelwerke
- 2019: Todo lo que sucedió con Miranda Huff
- 2023: El cuco de cristal

### Reihe Das Mädchen im Schnee mit Journalistin Miren Triggs
- 2020: La chica de nieve
  - Das Mädchen im Schnee – Um sie zu retten, musst du sie finden. Goldmann Verlag, München 2024, ISBN 978-3-442-49582-5.
- 2021: El juego del alma
  - Das Spiel der Seelen – Keiner kann entkommen. Goldmann Verlag, München 2025, ISBN 978-3-442-49581-8.
- 2024: La grieta del silencio

## Verfilmungen
Netflix hat 2023 die Verfilmung des Romans Das Mädchen im Schnee auf seiner Streamingplattform veröffentlicht. Während der Roman von Javier Castillo in New York spielt und die Journalistin sich Miren Triggs nennt, sind die Geschehnisse der Verfilmung in Málaga angesiedelt und die Journalistin tritt unter dem Namen Miren Rojo auf. Bislang wurden zwei Thriller der Trilogie verfilmt.
- 2023: La chica de nieve (Das Mädchen im Schnee), Staffel 1, 6 Episoden
- 2025: El juego del alma (Das Mädchen im Schnee), Staffel 2, 6 Episoden

Außerdem wurde die Verfilmung des Thrillers El cuco de cristal angekündigt.